# Индивидуальная гонка преследования
Индивидуальная гонка преследования — это вид велотрековой гонки, включенный в программу Олимпийских игр (у мужчин — с 1964 года, у женщин — с 1992).
Гонка проводится на дистанции:
- 4 км — среди мужчин;
- 3 км — среди женщин, а также мужчин-юниоров;
- 2 км — среди женщин-юниорок.

Два велогонщика стартуют с противоположных сторон трека по сигналу судьи. Победителем становится гонщик, догнавший своего соперника или показавший лучшее время прохождения дистанции. Если гонщики показывают одинаковое время, то победа присуждается тому, кто показал лучшее время на последнем круге. 
Соревнования проходят в два этапа:
1. Квалификационные заезды, по итогам которых отбирается 4 гонщика с лучшим временем. При их проведении учитывается исключительно время прохождения дистанции: если во время заезда гонщика догоняет его соперник, он должен закончить дистанцию, чтобы зарегистрировать свое время;
2. Финальные заезды: два гонщика, показавших лучшее время, разыгрывают между собой первое и второе место, двое других из числа финалистов — третье и четвертое.

При отборе на Олимпийские Игры соревнования проводятся в 3 раунда:
1. Квалификационные заезды, по итогам которых отбирается 8 гонщиков с лучшим временем;
2. Полуфинальные заезды в следующем порядке: 4—5[1], 3—6, 2—7, 1—8;
3. Финальные заезды.

В случае невозможности продолжения гонки одним из гонщиков она останавливается. После этого гонщику разрешается стартовать ещё раз в паре с другим из выбывших велогонщиков. Если таких не окажется, то гонщик стартует один. Велосипедист, прекративший гонку более двух раз, на этом соревновании больше к старту не допускается.